# Ungarische Badminton-Mannschaftsmeisterschaft 2025
Die Ungarische Badminton-Mannschaftsmeisterschaft 2025 war die 57. Auflage des Teamwettstreits in Ungarn. Es wurde ein Wettbewerb für gemischte Mannschaften ausgetragen. Meister wurde das Team von Pécsi Multi Alarm SE.

## Endstand
| Platz | Mannschaft |
| ----- | --- |
| 1.    | Pécsi Multi Alarm SE (Ikmal Hussain Jaafar, Csanád Horváth, Rok Jercinovic, Daniella Gonda, Hédi Dorozsmai, Kristóf Tóth, Barnabás Tóth, Eszter Zsolt, Petra Hart, Milán Mesterházy, Péter Palkovics, Márton Szerecz, Zsófi Andrea Szabó) |
| 2.    | Városi Sportegyesület Dunakeszi (VSD) (Vivien Sándorházi, Ádám Könczöl, Miklós Kis-Kasza, Buchberger Jelena, Bianka Bukoviczki, Henrik Tóth, Zénó Ágai, Marcell Csobod, Zoltán Szele, Miklós Végh)                                        |
| 3.    | Fehérvár Badminton SE (FBSE) (Balázs Pető, Noémi Kustán, András Németh, Kata Kustán, Dóra Kömives, Máté Dubicz, Márton Szatzker, Anna Pinke, Péter Letsch, Levente Nagy-Szabó, Ákos Mórocz)                                               |

## Ergebnisse
| Datum            | Team 1         | vs. | Team 2         | Ergebnis | Ort       |
| ---------------- | -------------- | --- | -------------- | -------- | --------- |
| 3. November 2024 | Multi Alarm SE | -   | VSD            | 6-3      | Pécs      |
| 3. November 2024 | VSD            | -   | FBSE           | 5-4      | Pécs      |
| 3. November 2024 | Multi Alarm SE | -   | FBSE           | 6-3      | Pécs      |
| 25. Januar 2025  | FBSE           | -   | VSD            | 3-6      | Dunakeszi |
| 25. Januar 2025  | FBSE           | -   | Multi Alarm SE | 2-7      | Dunakeszi |
| 25. Januar 2025  | VSD            | -   | Multi Alarm SE | 5-4      | Dunakeszi |